# 두만강대교
두만강대교(豆滿江大橋, 중국어: 圖們江大橋) 또는 원정리대교(元汀里大橋) 두만강을 가로지르는 국제 교량으로 중화인민공화국 지린성 훈춘시 촨허(圏河)와 조선민주주의인민공화국 라선특별시 선봉구역 원정리(元汀里)을 연결한다.

## 상세
1938년 세워진 이 교량은 길이 536.2m, 폭 6.6m 규모다. 교량의 기점은 훈춘시의 촨허로, 이곳에 촨허 국경 검문소가 설치되어 있다.
1997년 2월 관광객이 이곳에서 처음으로 조선민주주의인민공화국으로 들어갔다.
2016년 말 중국은 두만강대교 인근에 신두만강대교를 준공했다.

## 같이 보기
- 조중우의교
- 조선-러시아 우정의 다리
- 신두만강대교